# Bandera de la República Socialista Soviética de Ucrania
La bandera de la República Socialista Soviética de Ucrania fue adoptada el 10 de marzo de 1919, para servir como el símbolo estatal de la República Socialista Soviética de Ucrania. Algunos detalles de la bandera oficial cambiaron periódicamente antes de la desintegración de la Unión Soviética en 1991, pero todos estaban basados en la bandera roja de la Revolución Bolchevique.

## Descripción
A partir de 1950 la bandera de la RSS de Ucrania se presenta como un paño rectangular de color rojo con una franja celeste que se extiende a lo largo (la cual representa el poder y la fuerza de la gente), con el martillo y la hoz dorados, y la estrella con bordes dorados en la parte superior del cantón.

## Historia

Bandera de la República Popular Ucraniana de los Sóviets (1917)

Previo a la RSS de Ucrania, en 1917 la República Popular Ucraniana de los Sóviets usaba una bandera con fondo rojo que en la esquina superior izquierda tenía la bandera ucraniana.
En 1919, con el establecimiento de la RSS de Ucrania se diseño una bandera roja con las letras cirílicas sans-serif doradas «У.С.С.Р.» (acrónimo de “Ukrayinskaya Sotsialisticheskaya Sovetskaya Respublika”, República Socialista Soviética de Ucrania en ruso). Una década más tarde, las iniciales ucranianas У.С.Р.Р. aparecieron (contracción para Ukrayinsʹka Sotsialistychna Radyansʹka Respublika). En la década de 1930 se añadió un borde dorado. En 1937, se adoptó una nueva bandera, con una hoz y un martillo de oro pequeños añadidos sobre las letras serif cirílicas doradas У.Р.С.Р. (el nombre había cambiado, transponiendo la segunda y tercera palabras).
La Unión Soviética y dos de sus repúblicas (Ucrania y Bielorrusia) se convirtieron en miembros de las nacientes Naciones Unidas (ONU) en 1945. Dado que todas sus banderas eran rojas con solo pequeñas marcas en la esquina superior izquierda, la ONU exigió cambios en las banderas. en 1949. Para cumplir, las autoridades soviéticas de Ucrania cayeron las letras y añaden una raya horizontal azul ( 1/3 de la anchura). La RSS de Ucrania adoptó este nuevo diseño como su bandera oficial el 5 de julio de 1950. Otras repúblicas constituyentes de la Unión Soviética pronto siguieron su ejemplo y personalizaron el tercio inferior de sus banderas.
Mientras que la bandera soviética ondeó en los últimos meses de 1991, incluso después del fallido golpe de Estado, la bandera azul y amarilla fue reintroducida gradualmente entre el 14 de marzo de 1990 comenzando en la ciudad de Stryi hasta su independencia el 24 de agosto de 1991. La bandera azul y amarilla se adoptó provisionalmente para las ceremonias oficiales en septiembre de 1991, aunque la bandera de la era soviética permaneció oficialmente hasta que fue reemplazada el 28 de enero de 1992. 

## Banderas históricas

Bandera de la RSS de Ucrania (1919-1929)
Bandera de la RSS de Ucrania (1929-1937)
Bandera de la RSS de Ucrania (1937-1950)
Bandera de la RSS de Ucrania (1950-1991)
Variante de la última versión (1950-1991)
Bandera de Ucrania (1991-1992), con las tonalidades soviéticas.
Bandera de Ucrania (1991-1992), con los colores claros de 1917-1921.
Bandera de Ucrania (1991-1992), con los colores oscuros.